# أولغا كارمونا
أولغا كارمونا (من مواليد 12 يونيو 2000) لاعبة كرة قدم إسبانية في مركز الظهير الأيسر، تلعب حالياً لصالح ريال مدريد في الدوري الإسباني للسيدات وكذلك مع منتخب إسبانيا لكرة القدم للسيدات.

## المسيرة الكروية
ولدت كارمونا في منطقة إشبيلية، الأندلس، وبدأت مسيرتها الكروية في سن السادسة مع فريق إشبيلية إستي.
في أول موسم احترافي لكارمونا، ساهمت بخمسة أهداف في 25 مباراة ليحتل إشبيلية المركز الثاني عشر. عام 2007، انتقلت إلى فريق الشابات في نادي إشبيلية، حيث قضت تسع سنوات. في موسم 2016–17، وصلت كارمونا إلى الفريق الأول الذي كان يلعب في دوري الدرجة الثانية الإسباني في ذلك الوقت. تمكنت مع فريقها من ترقية موسمها الأول إلى الدرجة الأولى. بينما هبط ناديها في منتصف جدول الدوري للمواسم الثلاثة التالية، وصلت كارمونا إلى الدور نصف النهائي في كل من الكؤوس المحلية 2018–19 و2019–20، والتي خسر فيها إشبيلية أمام الفائزين النهائيين ريال سوسيداد وبرشلونة. في صيف 2020، وقعت كارمونا مع قسم كرة القدم النسائية المشكل حديثًا في ريال مدريد.